# Mauro Sutto
Mauro Sutto (Motta di Livenza, 1º gennaio 1980) è un politico italiano.

## Biografia
È nato a Motta di Livenza (Treviso), ma vive ad Ospedaletto (Trento); è sposato ed ha un figlio. Ha conseguito il Diploma di perito tecnico presso l'ITIS Enrico Fermi di Motta di Livenza; si laurea in scienze politiche e relazioni internazionali; lavora come libero professionista incaricato alle vendite.

### Attività politica
Esponente della Lega Nord, nel 2015 viene eletto Consigliere comunale ad Ospedaletto.
In seguito alle dimissioni di Maurizio Fugatti per incompatibilità, vengono indotte per il 26 maggio 2019 delle elezioni suppletive per il collegio uninominale di Pergine Valsugana alla Camera dei deputati. La Lega, assieme a Forza Italia e Fratelli d'Italia sostiene Sutto, che vince con il 51,08% contro Cristina Donei	 dell'Alleanza Democratica Autonomista, una coalizione di centro-sinistra (35,99%), e Rosa Rizzi del Movimento 5 Stelle (12,92%). Viene proclamato il 30 maggio. Entra nella XII Commissione permanente (affari sociali).
Alle elezioni comunali di Ospedaletto (Trento) nel 2020 viene riconfermato come Consigliere comunale.
Il 28 gennaio 2021 viene nominato Assessore alla viabilità e all'ambiente nel comune di Ospedaletto (Trento).
A luglio del 2021 è primo firmatario della legge per il riconoscimento e la promozione della mototerapia, ovvero, esibizioni di motocross freestyle all’aperto e all’interno degli ospedali dedicate ai bambini, ai ragazzi e agli adulti con disabilità o gravi patologie.
Terminato l’incarico parlamentare, prosegue il suo operato in comune come assessore per poi concluderlo a scadenza naturale nel maggio 2025. Per sua stessa scelta decide di non proseguire e di conseguenza non si ricandida alle elezioni successive.